# Hinterzarten

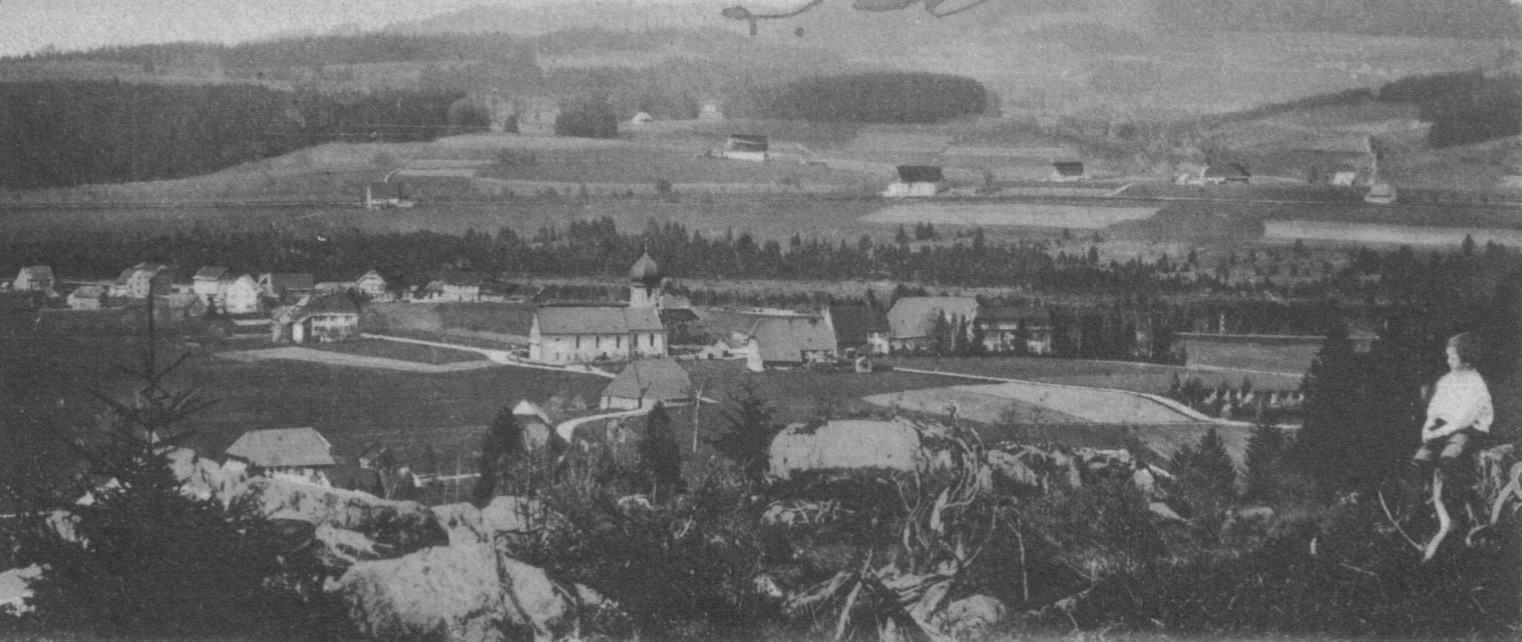
Hinterzarten rond 1910

Het kuuroord Hinterzarten ligt in het Hoch-Schwarzwald op ongeveer 25 kilometer ten oosten van Freiburg im Breisgau. De gemeente telt 2.583 inwoners.

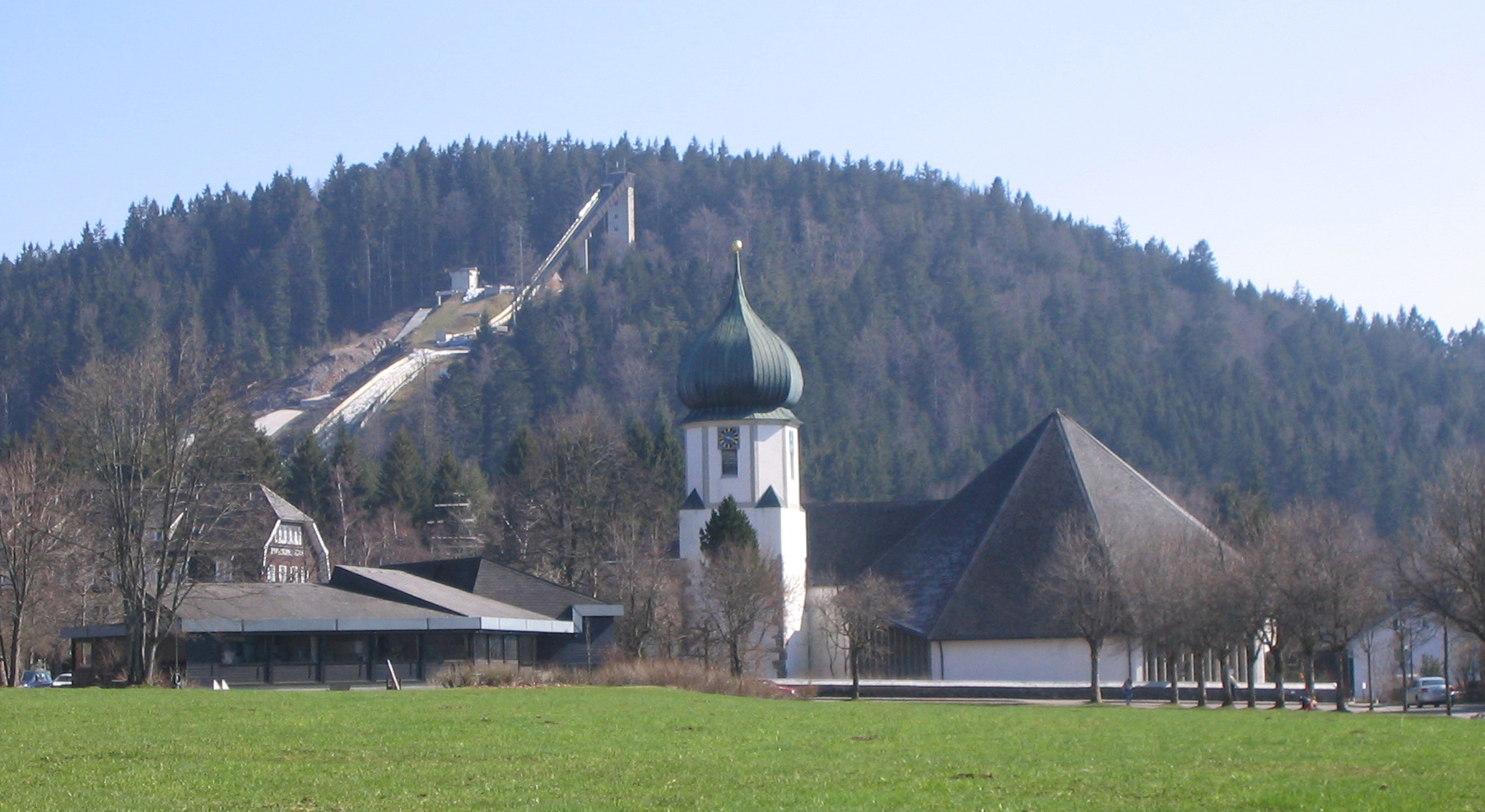
De kerk en de skischans van het dorp

Hinterzarten ligt op een zadel op ongeveer 885 meter hoogte in het Zwarte Woud, tussen de stroomgebieden van de Dreisam in het westen en de Titisee (Wutach) in het oosten. Het hoogste punt van de weg over deze pas, de Falkensteige, ligt in Hinterzarten. De gemeente is vooral bekend omwille van zijn skischans.
Hinterzarten ligt in het Naturpark Südschwarzwald. De aangrenzende buurgemeenten zijn: Breitnau, Titisee-Neustadt, Feldberg en Oberried.

## Dorpskernen
Hinterzarten bestaat uit de volgende dorpskernen: Alpersbach, Bisten, Bruderhalde, Erlenbruck, Löffeltal, Oberzarten, Rinken, Windeck en Winterhalde.

## Klimaat
In Hinterzarten bevindt zich een officieel Duits weerstation. De jaarlijkse neerslag bedraagt er 1406 mm, waarbij het in de top-10 voor Duitsland komt. 96% van de weerstations heeft minder neerslag. De droogste maand is september, dat natste is december.

## Geschiedenis
Hinterzarten werd gesticht in 1148. In 1755 werd de weg aangelegd door het Höllental (vroeger Falkensteiner Tal geheten): de Falkensteige. In 1887 volgde de toeristische spoorweg.
Na de oprichting van de Ski Club Hinterzarten werd in 1923 de Kirchwaldschanze skischans gebouwd. Een jaar later werd de Adlerschanze gebouwd. De Kirchwaldschanze werd in 1974 buiten dienst genomen maar de Adlerschanze blijft vandaag nog in gebruik, na verschillende renovaties en herbouw.

## Sport
Naast het skischanscomplex met vier schansen heeft Hinterzarten ook drie skiliften en kan men er tennissen, langlaufen, voetballen en aan nordic walking doen. Bekende schansspringers uit Hinterzarten zijn Dieter Thoma, Georg Thoma en Sven Hannawald.
De gemeente was tijdens het Wereldkampioenschap voetbal 2006 de verblijfplaats van het Nederlands Elftal.